# بيانو

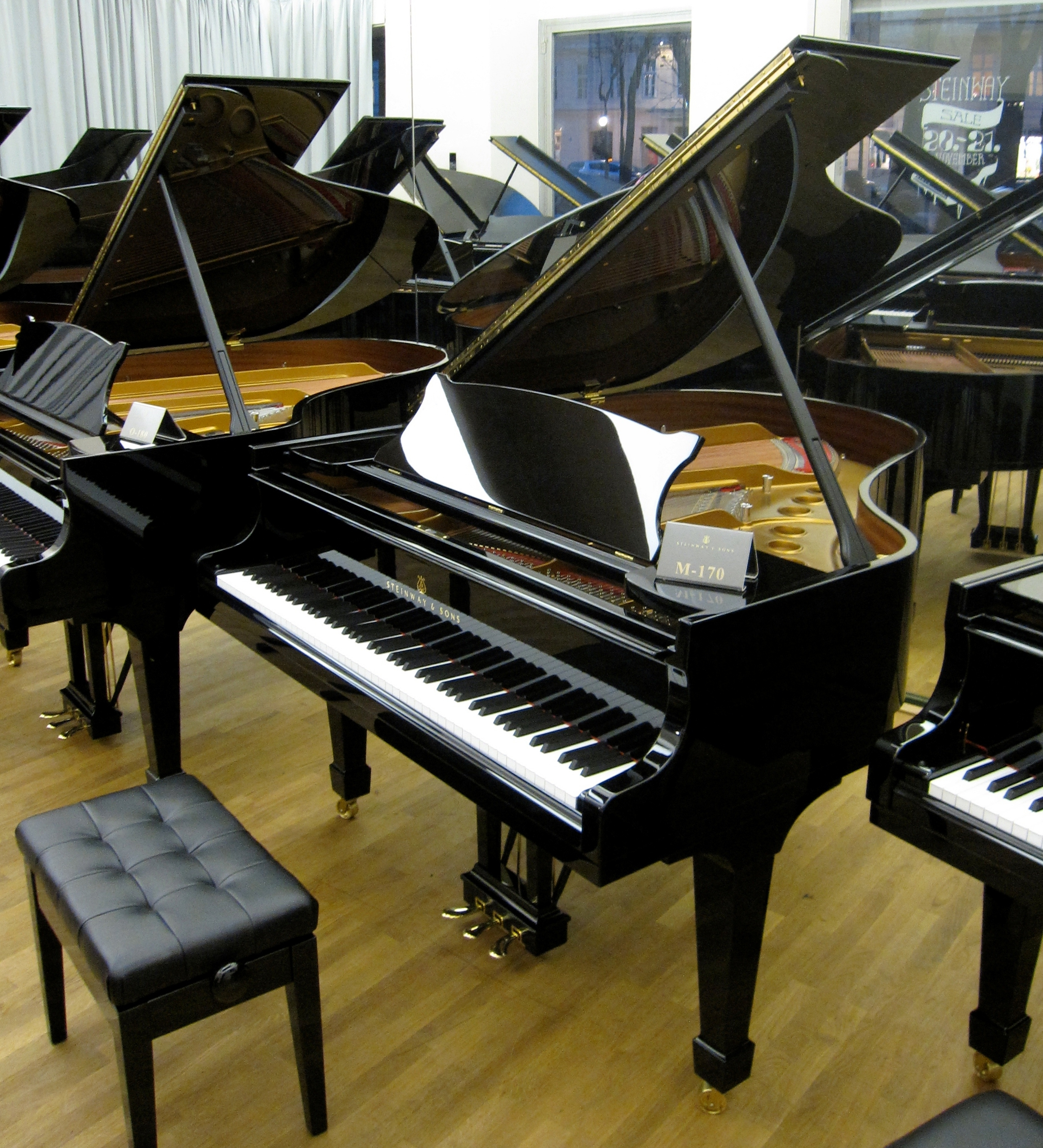
بيانو

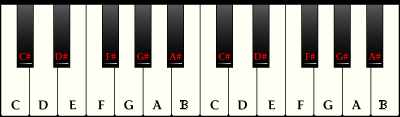
علامة موسيقية على بيانو

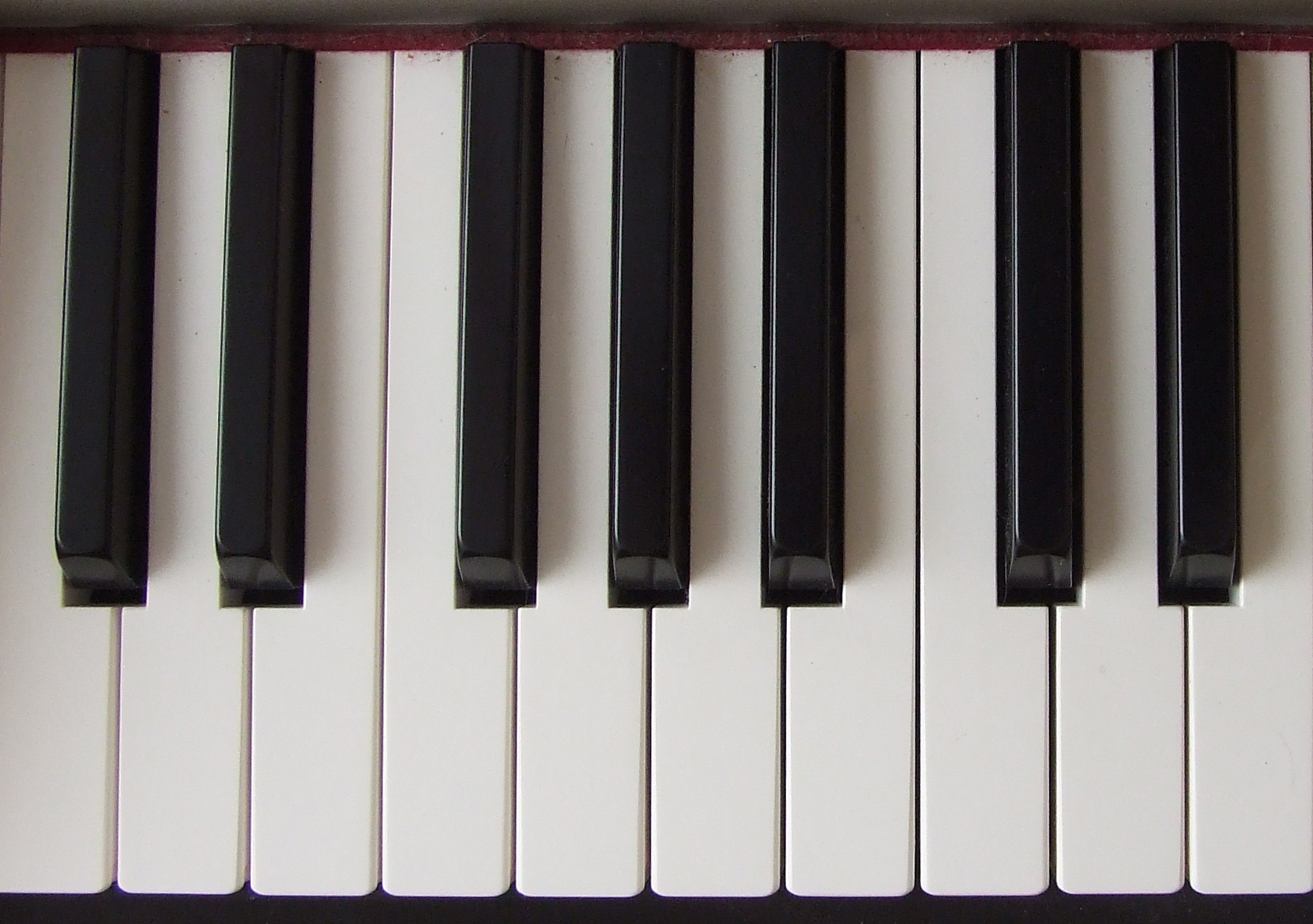
مفاتيح البيانو

البيانو (معرب: البِيانُ أو البِيانة) هو آلة موسيقية صوتية وترية تُضرب فيها السلاسل بواسطة المطارق وتُعزف باستخدام لوحة المفاتيح، اخترع الإيطالي بارتولوميو كريستوفوري البيانو حوالي عام 1700م، وقد أتت تسميتها بالبيانو اختصاراً لكلمة بيانوفورت، وهو مصطلح إيطالي ظهر في بدايات القرن الثامن عشر يعني الرّقة أو اللين. تصنع المفاتيح للبيانوهات الغالية من عاج الفيل.

## البناء والتكوين
يمكن أن يحتوي البيانو على ما يزيد عن 12,000 جزء فردي، تدعم ست وظائف وظيفية: لوحة المفاتيح، المطارق، المخمدات، الجسر، موجه الصوت، والسلاسل. أجزاء كثيرة من البيانو مصنوعة من مواد مختارة للقوة وطول العمر. وهذا ينطبق بشكل خاص على الحافة الخارجية. هو الأكثر شيوعا مصنوعة من الخشب الصلب، وعادة ما تكون القيقب الصلبة أو الزان، وكتفتها بمثابة متحرك أساسا كائن من الذي ب موجه صوت مرنة يمكن أن يهتز أفضل. وفقا لهارولد أ. كونكلين، فإن الغرض من الحافة القوية هو أن «... الطاقة الذبذبات ستبقى قدر الإمكان في بموجه الصوت بدلا من تبديد عديمة الفائدة في أجزاء القضية، وهي مشعات غير فعالة من صوت.» الحافات الصلبة عادة ما تكون مصنوعة من الترقق رقيقة، وبالتالي مرنة، شرائط من الخشب الصلب، والانحناء لهم الشكل المطلوب مباشر بعد تطبيق الغراء. وقد تم تطوير نظام الخشب الرقائقي عازمة من قبل C.F. ثيودور ستينواي في عام 1880 للحد من وقت التصنيع والتكاليف. في السابق، تم بناء الحافة من عدة قطع من الخشب الصلب، انضمت وقشرة، واستمرت هذه الطريقة لاستخدامها في أوروبا بشكل جيد في القرن العشرين. استثناء حديث، بوسندورفر، الشركة المصنعة النمساوية للبيانو ذات جودة عالية، يبني الحافات الداخلية من الراتينجية الصلبة، نفس الخشب الذي مصنوعة من بموجه الصوت، والتي يتم تحجيم للسماح لها لثني. بدلا من عزل الحافة من الاهتزاز، و «مبدأ حالة الرنين» يسمح للإطار لأكثر صدى بحرية مع بموجه الصوت، وخلق تلوين إضافية وتعقيد الصوت العام.

## ميكانيكية العمل
الأصوات الناتجة عن الضغط على لوحة مفاتيح تتحدد بقوّة هذا الضغط، حيث أنه كلما زادت قوة ضرب المطرقة للسلاسل نتج عنها صوتاً أقوى. وعادة ما يُحاط البيانو الصوتي بطبقة خشبية واقية تحيط بموجه الصوت والخيوط المعدنية، الضغط على مفتاح واحد أو أكثر من لوحة مفاتيح البيانو يؤدي إلى إصدار صوت طرقة مبطنّة (عادة مبطنة مع طبقة صوتية ثابتة) لضرب السلاسل، ترتد المطرقة من السلاسل جاعلةً السلاسل في وضع اهتزاز مستمر على نفس تردد الرنين. وتنتقل هذه الاهتزازات من خلال جسر إلى مُوَجّه الصوت التي تتضخم من خلال اقتران عدة أصوات. عند تحرير المفتاح يُوقف المثبط اهتزاز السلاسل ويتوقف الصوت. ويُتحكم بكيفية إيقاف المثبط للسلاسل عن طريق استخدام الدواسات في قاعدة الصك. وتُمكن دواسة الحفاظ على العزف من عزف عازف البيانو المقاطع الموسيقية المستحيلة، حيث تكون فيها النوتات خارج البيانو، مثل سبر وتر 10-نوت في السجل السفلي، في حين يستمر هذا الوتر مع دواسة الحفاظ، وتحويل كلتا يديه إلى نطاق ثلاثة أضعاف للعب لحن وأربيجيوس على رأس هذا وتر مستمر. على عكس الجهاز الأنابيب وهاربسيتشورد، واثنين من أدوات لوحة المفاتيح الرئيسية المستخدمة على نطاق واسع قبل البيانو تحتوي معظم البيانو الحديث على صف من 88 مفتاحا أبيض وأسود، و 52 مفتاحا أبيض للملاحظات الخاصة بالمقياس الرئيسي C) C و D و E و F و G و A و B) و 36 مفتاحا أسود أقصر، مفاتيح بيضاء  هناك نوعان رئيسيان من البيانو: البيانو الكبير والبيانو العمودي. ويستخدم البيانو الكبير للموسيقى المنفردة الكلاسيكية، والموسيقى غرفة والفن الأغنية وغالبا ما تستخدم في الجاز والحفلات الموسيقية البوب. البيانو المستقيم، الذي هو أكثر إحكاما، هو النوع الأكثر شعبية، كما أنها أفضل حجم للاستخدام في المنازل الخاصة لصناعة الموسيقى المحلية والممارسة.خلال القرن التاسع عشر، متأثرة بالاتجاهات الموسيقية لعصر الموسيقى الرومانسية، كانت الابتكارات مثل إطار الحديد الزهر (الذي يسمح بتوترات سلسلة أكبر بكثير) والتوتير قسامة أعطى البيانو الكبير صوت أكثر قوة، مع الحفاظ على نغمة أطول وأكثر ثراء. في القرن التاسع عشر، لعب بيانو العائلة نفس الدور الذي لعبه الراديو أو الفونوغراف في القرن العشرين؛ عندما أرادت عائلة من القرن التاسع عشر أن تسمع قطعة موسيقية أو سيمفونية نشرت حديثا، فإنها يمكن أن تسمع ذلك من خلال وجود أحد أفراد الأسرة يلعب على البيانو. خلال القرن التاسع عشر، أنتج ناشرو الموسيقى العديد من الأعمال الموسيقية في ترتيبات البيانو، بحيث يمكن لعشاق الموسيقى اللعب وسماع القطع الشعبية من اليوم في وطنهم. ويستخدم البيانو على نطاق واسع في الموسيقى الكلاسيكية والجاز والتقليدية والشعبية للعروض المنفردة والفردية، مرافقة، وتأليف، كتابة الأغاني والبروفة. على الرغم من أن البيانو هو ثقيل جدا، وبالتالي غير المحمولة ومكلفة (بالمقارنة مع غيرها من الأدوات المصاحبة المستخدمة على نطاق واسع، مثل القيثارة الصوتية)، وبراعة الموسيقية (أي نطاقه الملعب واسعة، والقدرة على العزف الحبال مع ما يصل إلى 10 الملاحظات، أو أصوات أكثر صخامة أو ليونة وخطتين موسيقيتين مستقلتين أو أكثر في نفس الوقت)، وعدد كبير من الموسيقيين والهواة المدربين على اللعب، وتوافرها الواسع في أماكن الأداء والمدارس ومساحات بروفة جعلها واحدة من العالم الغربي معظم الآلات الموسيقية المألوفة. مع التقدم التكنولوجي، تم البيانو الكهربائية (1929)، البيانو الإلكترونية (1970)، والبيانو الرقمية (1980) كما تم تطويرها.

## التاريخ
تطوّرت البيانو من آلات موسيقية وترية سابقة فيما يرى بعض مؤرخي الموسيقى، كالموسيقار اللبناني المصري سليم سحاب، أن البيانو هو تطور عن شكل القانون، إذ إنّ أول الآلات الوترية الذي يعمل بطريقةٍ تشبه البيانو تقريباً هو السنطور، ويعدّ أحد الآلات الوترية الشبيهة بالقانون تقريباً في شكلها، وفيما بعد تطورت آلاتٍ موسيقيةٍ متعددةٍ شبيهةٍ بالبيانو قبل اختراعه، إذ ظهرت آلاتٌ كالكلافيكورد في القرن الرابع عشر، فيعتبر الكلافيكورد أول الآلات الموسيقية ذات المفاتيح والأوتار معاً، وفيما بعد اختُرِع الهاربسكود أيضاً في القرن السادس عشر والذي استمر في تألقه حتى أواخر القرن الثامن عشر تقريباً إذ كان يستعمل في العروض العالمية وفي الحضارات المختلفة، وكان الهاربسكود يقوم بتقديم أصوات عاليةٍ وضخمةً إلّا أنّه يمنح تحكماً قليلاً في النوتات، أما البيانو فقد كان يُقدّم كلتا النوتات العالية والمنخفضة مع التحكم الكبير بهذه النوتات المختلفة، فهو يجمع الخصائص المهمّة للآلات الموسيقية وهو ما جعله يقتحم دور العرض في الأوبرا والحفلات الكبرى وفي شتى أنواع الموسيقى.
وبعدها جاء البيانو الحديث الذي اخترع في فترة ما بين أواخر القرن السابع عشر وبدايات القرن الثامن عشر، إذ إنّ التاريخ الذي صُنع فيه البيانو الأول يعتبر غير معروفٍ بالتحديد، إلّا أنّ الفضل في صناعة البيانو يعود إلى صانع الآلات الموسيقية الإيطالي بارتولوميو كريستوفوري (4 مايو، 1655م) يعود له الفضل كمخترع آلة البيانو، حيث كان هو أول بيانو سُجّل ظهوره في التاريخ عام 1700م، وقد عمل كريستوفوري عليه قبل ذلك بعامين، في حين أن أشهر بيانو ابتكره كريستوفوري ظهر بعد ذلك بعشرين عاماً. وفي ذلك الوقت كانت الآلة اللوحية الأكثر انتشاراً آلة تسمى الهاربسكورد، المشكلة الأكبر في هذه الآلة أنه لم يكن يمكن عزف النوت الموسيقية عليها بدرجات متفاوتة من النعومة. لعزف نوته، يوجد في هذه الآلة وتد صغير يدعى plectrum (أداة لعزف الأوتار) تتحكم فيها لوحة أو لوحتي مفاتيح، لم يكن هناك طريقة سهلة لتعديل الصوت وإحداث فارق بسيط في النغمة، وبالرغم من أنه كان هناك عدة تعديلات لهذا الأمر (وآلات أخرى) حاولت حل هذه المشكلة، إلا أن كل هذه الأشياء لم تكن بالكفاءة المطلوبة.
البيانو يدين بشكل واضح للهاربسكورد، وفق الأحداث المسجلة في التاريخ، أطلق كريستوفوري على البيانو اركيكامبيلو والتي تعني “الهاربيسكورد القيثاري”، كما أنه عمل على تطوير الهاربيسكورد وإنتاج نسخ معدلة منه. ولكن البيانو شكل نقلة كبيرة في هذا الشكل من الآلات عن طريق استخدام مطرقه للعزف بدلا من الـ plectrum المستخدم في الهاربسكورد، هذا الأسلوب أعطى الآلة تنوعا رائعا في النغمات الصادرة كنتيجة لاستخدام المطارق لعزف النغمات، أعطى هذا الأمر ميزة رائعة للبيانو جعلته يتفوق تماما على الهاربيسكورد. فكان البيانو الذي اخترعه أحد أفضل وأعذب الآلات الموسيقية حتى الآن، حيث أنّه في حين كانت أصوات الكلافيكورد رقيقةً جداً وناعمةً ولا تصلح للحفلات الموسيقية الضخمة كما في الاوبرا.
وقد استخدمت أجهزة الأنابيب منذ العصور القديمة، وعلى هذا النحو، فإن تطوير أجهزة الأنابيب مكنت بناة الصك لمعرفة المزيد عن إنشاء آليات لوحة المفاتيح لدرجات السبر. وكانت أول أدوات السلسلة ذات السلاسل الضيقة هي الدراسيم المطرقة، والتي كانت تستخدم منذ العصور الوسطى في أوروبا. خلال العصور الوسطى، كانت هناك عدة محاولات لإنشاء آلات لوحة المفاتيح الوترية مع سلاسل ضرب. بحلول القرن ال 17، كانت آليات أدوات لوحة المفاتيح مثل كلافيكورد وهاربسيكورد متطورة. في كلافيكورد، يتم ضرب السلاسل من خلال الظلال، بينما في هاربسيكورد، يتم انتقاؤها ميكانيكيا من قبل الزواحف عندما يخفض الأداء مفتاح. وقد أظهرت قرون من العمل على آلية هاربسيكورد على وجه الخصوص بناة الصك الطرق الأكثر فعالية لبناء القضية، بموجه الصوت، جسر، والعمل الميكانيكي لوحة المفاتيح تهدف إلى سلاسل سليمة.

## الأنواع

### بيانو غراند
البيانو الكبير

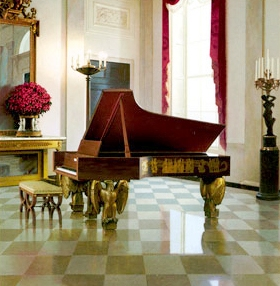
بيانو غراند من طراز شتاينوي في البيت الأبيض

تكون الأوتار والإطار في هذا النوع من البيانوهات أفقية موازية للأرض تخرج أوتارها من لوحة الملامس. ويقع الهيكل الآلي تحت الأوتار، ويوظف الجاذبية للرجوع إلى حالة السكون. تتوافر البيانوهات الكبيرة بأحجامٍ عدة. يمكن باللجوء إلى تعميم تقريبي التمييز بين عدة قياسات على النحو الآتي:
| الاسم بالعربية               | الاسم بالإنجليزية            | القياس                                                            |
| ---------------------------- | ---------------------------- | ----------------------------------------------------------------- |
| غراند الحفلات الموسيقية      | concert grand                | من 2.2 متر إلى 3 أمتار [من 7 أقدام و3 بوصات إلى 9 أقدام 10 بوصات] |
| غراند الردهات (غراند المخدع) | parlor grand (boudoir grand) | من 1.7 متر إلى 2.2 متر [من 5 أقدام و7 بوصات إلى 7 أقدام و3 بوصات] |
| بيبي غراند                   | baby grand                   | حوالي 1.5 متر [4 قدم 11 بوصة]                                     |

تتماثل البيانوهات الأطول ذات الأوتار الأكثر طولاً مع باقي أنواع البيانو في كل شيء تقريباً عدا أن لديها صوت أغنى وأضخم ودرجة أخفض من لا توافق الأوتار. واللا توافق هو الدرجة التي تحيد فيها ترددات النغمات الفوقية (تدعى أيضاً توافقيات) عن المضاعفات الصحيحة للتردد الأساسي. وهذا ينتج عن الجسوءة البيانو الوترية الكبيرة حيث تهتز توافقيات الوتر المضروب مع تلاشيه وهذا ليس ناتجاً عن زَوَالها، إنما هي تنتج من نقطة تقع قليلاً نحو مركز الوتر أو نحو الجزء الأكثر مرونةً منه. ويزداد رفع مرور التوافقي كلما كان أعلى. ويكون للبيانوهات ذات الأوتار الأكثر قصراً وثخناً (أي البيانوهات الصغيرة ذات الأوتار قصيرة المقاييس) درجات أعلى من لا توافق الأوتار. فبزيادة درجة اللاتوافق، يزداد سماع الأذن لمزيد من الخشونة في النغمات.

### البيانو القائم (العموديّ)
يُسمَّى كذلك البيانو العموديّ، وهو أقلُّ حجمًا من البيانو الكبير، كما أنَّ أنغامه أقلّ جودةً من البيانو الكبير.

### الكهربائي والإلكتروني والرقمي
يستعَمل لموسيقى الجاز والروك. وبعض أنواع البيانو الإلكتروني ليست بها أوتار، بل تُصْدِر الصوت إلكترونيًّا. وهذا النوع من البيانو صغير الحجم.

## الدور الموسيقي
يؤدي البيانو دورا هاما في كثير من الأنواع الموسيقية الغربية مثل الموسيقى الكلاسيكية والجاز والبلوز والروك والفولك وغيرها. ويوجد عدد كبير من الملحنين وكتّاب الأغاني الذين يتقنون العزف على البيانو ويساعدهم ذلك في القيام بتجربة نغمات معقدة

## أشهر عازفي البيانو
لودفيغ فان بيتهوفن: وهو من أعظم وأشهر عازفي البيانو ومؤلّفي الموسيقى في العالم على الإطلاق، وهو ألماني الأصل، ظهر في حقبةِ الموسيقى الكلاسيكية، والتي سبقت ظهور الموسيقى الرومانسية، وشملت نتاجات بيتهوفن اثنان وثلاثون سوناتا، أشهرها السوناتا الرابعة عشرة والمعروفة لاحقاً ب ”ضوء القمر”، سوناتا (Appassionato) وسوناتا العاصفة (The Tempest) ومن أجل إليز (Fur Elise).

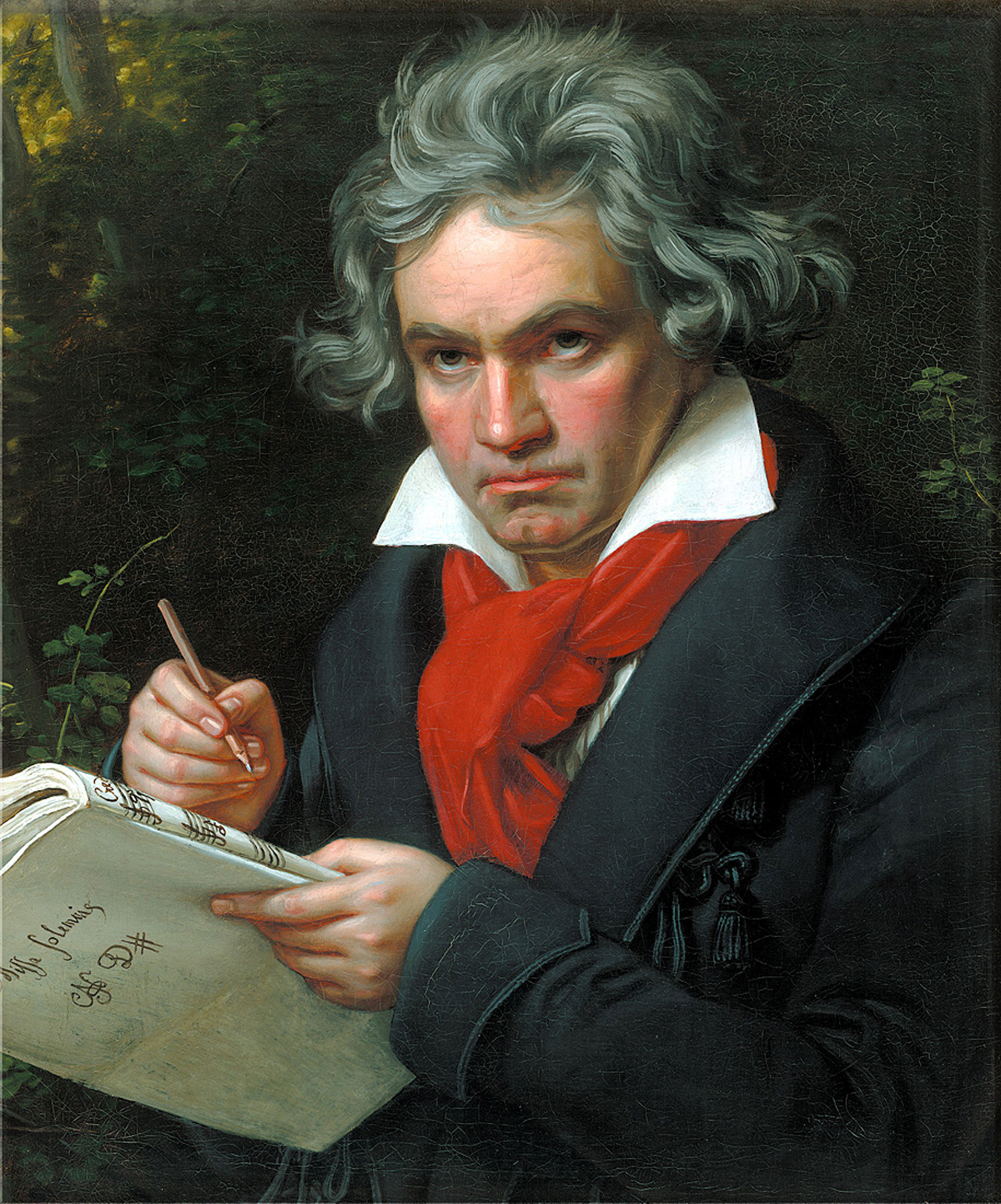
صورة بيتهوفن

فريدريك شوبان: وهو عازفٌ ومؤلفٌ موسيقيٌ بولندي ومن مؤلفي العصر الموسيقي الرّومانسي، كان مَحطَ إعجاب الموسيقيين وكانت موسيقاه السبب في تجديد أسلوب العزف بالبيانو، سواءً من حيث الإيقاع أو من حيث الناحية الجمالية التنميقية، من أشهر أعماله ” فيونيرل مارتش ” (وهي الوحيدة التي حملت إسماً بدلاً من إعطائها رقماً كباقي المؤلفات).
بيلا بارتوك: وهو من أشهر المؤلفين والعازفين الموسيقيين، وهو من المجر، وقد أصبح عازفاً ماهراً لِتلقيه دُروس العزف على البيانو من أُمه، التي كانت معلمةً للعزفِ على هذه الآلة، مؤلفاته للبيانو كثيرة منها: العالم الصغير (Mikrokosmos)، ومجموعة من 153 قطعة للأطفال تتدرج من السهل إلى الصعب، وقطع أخرى مثل باغاتيل (bagatelles).

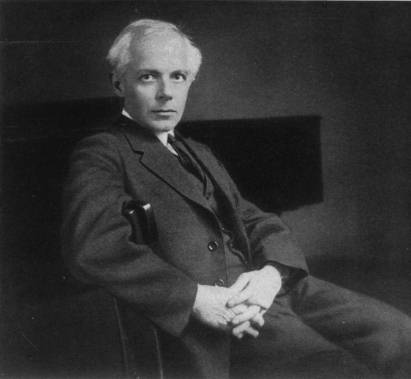
صورة لعازف البيانو بيلا بارتوك

إسحاق ألبينيز: عازفٌ ومؤلفٌ موسيقيٌ إسبانيٌ شهير، وله أعمالٌ كثيرة، من أشهرها ”إيبيريا“، وهي مقطوعةٌ مُكونةٌ من اثني عشر لَحناً لِآلة البيانو، والتي وضعت فيها موسيقى تُعبر عن الرّوح الإسبانية، كان ألبينيز في طفولته بمثابة طفل أعجوبة فقد ظهرت مَوهبته الموسيقية في عمرٍ مبكرٍ جداً.
ليوبولد موزارت: هو فولفغانغ أماديوس موتسارت ، عرف بإبداعه الموسيقي العظيم الذي ذاعت شهرته في جميع أنحاء العالم، ويعتبر من عباقرة الموسيقى، كانت الصفات الأساسية للنمط الكلاسيكي كلها موجودة في موسيقى موتسارت واتسمت أعماله بالوضوح والشفافية والتوازن، ومن أهم روائعه على البيانو كونشيرتو24، السيمفونية 40، أوبرا دون جيوفاني.

## أشهر معزوفات بيانو
1- نكتورن شوبان :
من المدهش أن الملحن فريديك شوبان كتب هذا النكتورن (Nocturne in C-sharp Minor) كتدريب لأخته للعزف المنفرد على البيانو حيث كتب لها ملاحظة ” إلى أختي كتمرين قبل درس الكونشيرتو الثاني”, ولكنه أصبح من أكثر نكتوراته استماعاً!
2- ضوء القمر ديبوسي :
وكأن ديبوسي في هذه المقطوعة “ضوء القمر” (Claire de Lune) قد كرس فكرته بأن الموسيقى هي أيضاً الصمت بين النغمات. تعتبر هذه المقطوعة من أشهر أعمال المؤلف الموسيقي ديبوسي وأخذت اسمها من قصيدة بنفس الاسم “Claire de Lune” وتعني “ضوء القمر” للشاعر الفرنسي Paul Verlaine, واستخدمت في العديد من الأفلام منها “Twilight”.
3- جيمنوبيدي رقم واحد Gymnopedie No.1:
جيمنوبيدي رقم واحد (Gymnopedie No.1) تعتبر من أكثر المقطوعات المستخدمة للاسترخاء والتأمل، تثير مشاعرك كأنك في حلم تسبح فوق الغيوم. غالباً ما تستخدم في المشاهد الحزينة في الأفلام. هي واحدة من مجموعة بثلاث مقطوعات للبيانو للمؤلف الفرنسي اريك ساتي Erik Satie.
4- نكتورن آخر لشوبان:
واحدة أخرى من نكتورنات شوبان التي تتصف جميعها تقريباً بالمزاج الشاعري القريب للحزن. أهدى شاعر البيانو شوبان هذا العمل لعازفة البيانو'Marie Pleyel' .
5- الحلم ديبوسي:
أو الحلم هو واحدٌ من أول أعمال الموسيقي ديبوسي للعزف على البيانو المنفرد، يؤكد حقيقة أنه سيدُ خلق أجواء الأحلام في موسيقى البيانو.
6- مثير للشفقة – بيتهوفن:
حركة الأداجيو من سوناتا البيانو التي تعرف بـ “Pathétique” أي “مثير للشفقة” لبيتهوفن.  قام بيتهوفن بإهداء هذه المقطوعة لصديقه الأمير كارل فون ليشنوفسكي.
7- فالس شوبان :
ألف شوبان هذه المقطوعة “waltz l’adieu” لوداع حبيبته ماريا التي كانت خطيبته سابقاً.
8- بيانو كونشيرتو رقم 21 – موزارت :
يتألف Concerto No. 21 للمؤلف الموسيقي من ثلاث حركات،
”Andante” هي الحركة الثانية والأكثر شهرةً.
9- الأحلام – شومان :
نختم قائمتنا حول “معزوفات بيانو حزينة” بهذه المقطوعة الرائعة بعنوان الأحلام “Träumerei”, وهي جزء ٌ من العمل الموسيقي المكون من 13 قطعة للبيانو بعنوان مشاهد من الطفولة “Scenes from Childhood” للمؤلف الموسيقي شومان.

## حقائق غريبة عن البيانو
1. تستجيب الأفيال للموسيقى كما يفعل الإنسان، تمامًا. مُكتشِف ذلك هو عازف البيانو والمُعلِّم الشهير بول بارتون، وقد توصّل إلى هذه الحقيقة بعد أن أمضى 20 عامًا في العمل مع مُنظَّمة عالَم الأفيال/ Elephants World المُتخصِّصة في إعادة تأهيل الأفيال.[9]
2. يُعدّ بيانو المجرّة/ The Galaxy Piano، الذي يبلغ سعره 1.36 مليون دولار، من بين أغلى آلات البيانو في العالم؛ إذ يتميّز بكونه مصنوع بالكامل من الذهب عيار 24 قيراطًا.[9]
3. يبلغ طول بيانو ألكساندر 19 قدمًا ويزن 1.4 طنّ ويبلغ طوله 5.7 مترًا، وهو أحد أكبر آلات البيانو في العالَم. قام بتشييده صانع البيانو النيوزيلنديّ أدريان مان، وكان عمره 15 عامًا فقط عندما بدأ في تشييده.[9]
4. في عام 2015، كشف مصنع شتاينواي الأمريكيّ عن بيانو «فيبوناتشي»، أنماطه وقوالبه الحلزونية مستوحاة من الحلزونات المتولّدة من تسلسل فيبوناتشي الرياضيّ، نسبة إلى عالم الرياضيّات الإيطاليّ ليوناردو فيبوناتشي، «النسبة الذهبيّة» للطبيعة.[9]
5. يحتفظ متحف متروبوليتان للفنون في نيويورك، بالولايات المتّحدة الأمريكيّة، بأقدم بيانو باقٍ.[9]
6. تظل آلات البيانو مضبوطة ومتناغمة، عندما لا تكون في بيئات شديدة الرطوبة أو الجفاف.[9]
7. تمّ اختراع أوّل بيانو في عام 1907، من قبل صانع القيثارة الإيطاليّ بارتولوميو دي فرانشيسكو كريستوفوري.[9]
8. أوّل اسم أُطلق على البيانو، كان باسم Gravicembalo col piano e forte، والذي يعني «أداة لوحة مفاتيح ناعمة وصاخبة».[9]
9. من الناحية الفنّيّة، يُعتبَر البيانو آلة وتريّة، يتمّ العزف عليها بطريقة إيقاعيّة؛ إذ حينما يتمّ الضغط على مفاتيح البيانو، يكون بذلك قد تمّ ضرب وعزف الإيقاع بمطارق صغيرة تضغط على أوتاره لإنتاج الصوت.[9]
10. من الناحية الفنّيّة، يُعتبَر البيانو آلة وتريّة، يتمّ العزف عليها بطريقة إيقاعيّة؛ إذ حينما يتمّ الضغط على مفاتيح البيانو، يكون بذلك قد تمّ ضرب وعزف الإيقاع بمطارق صغيرة تضغط على أوتاره لإنتاج الصوت.[9]
11. وفقًا للعديد من الدراسات، قد يؤدّي تعلّم البيانو إلى تعزيز مهارات بناء اللغة لدى الطفل والتحصيل الأكاديميّ الشامل.[9]

## إحصائيّات عن البيانو مِن حَول العالَم

### أوّل إحصائيّة
تكشف هذه الإحصائيّة عن قيمة مبيعات التجزئة الخاصّة بالبيانو، في سوق الآلاث الموسيقيّة الأمريكيّ، منذ عام ٢٠٠٥ حتّى عام ٢٠١٩.
في عام ٢٠٠٥، تمّ بيع آلات بيانو بقيمة ٦٩٨.٤٧ مليون دولار أمريكيّ.
في عام ٢٠٠٦، تمّ بيع آلات بيانو بقيمة ٥٨١.٩٣ مليون دولار أمريكيّ. 
في عام ٢٠٠٧، تمّ بيع آلات بيانو بقيمة ٥٤٤.٨٩ مليون دولار أمريكيّ. 
في عام ٢٠٠٨، تمّ بيع آلات بيانو بقيمة ٤٤٤.٧٦ مليون دولار أمريكيّ. 
في عام ٢٠٠٩، تمّ بيع آلات بيانو بقيمة ٢٤٢.٨١ مليون دولار أمريكيّ.
في عام ٢٠١٠، تمّ بيع آلات بيانو بقيمة ٣٤٢.٨٧ مليون دولار أمريكيّ.
في عام ٢٠١١، تمّ بيع آلات بيانو بقيمة ٣٤٢.٨٧ مليون دولار أمريكيّ. 
في عام ٢٠١٢، تمّ بيع آلات بيانو بقيمة ٣٤١.٨٣ مليون دولار أمريكيّ. 
في عام ٢٠١٣، تمّ بيع آلات بيانو بقيمة ٣٦٠.٣٥ مليون دولار أمريكيّ. 
في عام ٢٠١٤، تمّ بيع آلات بيانو بقيمة ٣٧١.٢٩ مليون دولار أمريكيّ.
في عام ٢٠١٥، تمّ بيع آلات بيانو بقيمة ٣٥٥.٨٦ مليون دولار أمريكيّ. 
في عام ٢٠١٦، تمّ بيع آلات بيانو بقيمة ٣٣٦.١٣ مليون دولار أمريكيّ. 
في عام ٢٠١٧، تمّ بيع آلات بيانو بقيمة ٣٥٧.٢٩ مليون دولار أمريكيّ.
في عام ٢٠١٨، تمّ بيع آلات بيانو بقيمة ٣٦٣.١ مليون دولار أمريكيّ. 
في عام ٢٠١٩، تمّ بيع آلات بيانو بقيمة ٤٠٧.٨ مليون دولار أمريكيّ. 

### ثاني إحصائيّة
إحصائيّة عن نسبة البالغين الذين كانوا يعزفون على آلة موسيقيّة، من بينها البيانو، في الولايات المتّحدة الأمريكيّة، عام ٢٠١٢، حسب الفئة العمريّة.
كانت نسبة البالغين الذين يعزفون على آلة موسيقيّة في الولايات المتّحدة الأمريكيّة من الفئة العمريّة ١٨-٢٤، ٢٠.٦٪، بينما نسبتهم من الفئة العمريّة ٢٥-٣٤ بلغت ١١.٥٪، في حين كانت نسبتهم من الفئة العمريّة ٣٥-٤٤، ١٢.٢٪، كما انّ نسبتهم من الفئة العمريّة ٤٥-٥٤ بلغت ١١.١٪، ووصلت نسبتهم من الفئة العمريّة ٥٥-٦٦ إلى ١٠. ٩٪، وكانت نسبتهم من الفئة العمريّة ٦٥-٧٤ هي ٩.٩٪، أمّا نسبتهم من الفئة العمريّة ٧٥+ فكانت ٦.٩٪.

### ثالث إحصائيّة
إحصائيّة عن نسبة البالغين الذين عزفوا على آلة موسيقيّة، من بينها البيانو، بإنجلترا، موضَّح بها نسبة من عزفوا للجمهور أو للتدريب على الأداء، في مقابل من عزفوا من أجل متعتهم الخاصّة، من عام ٢٠٠٥/ ٢٠٠٦ حتّى عام ٢٠١٦/ ٢٠١٧.
عام ٢٠٠٥/ ٢٠٠٦، كانت نسبة من عزفوا على آلة موسيقيّة للجمهور أو للتدريب على الأداء ٣.٤٪، بينما كانت نسبة من عزفوا من أجل متعتهم الخاصّة ١١.٥٪.
عام ٢٠٠٦/ ٢٠٠٧، كانت نسبة من عزفوا على آلة موسيقيّة للجمهور أو للتدريب على الأداء ٣.٢٪، بينما كانت نسبة من عزفوا من أجل متعتهم الخاصّة ١٠.٦٪.
عام ٢٠٠٧/ ٢٠٠٨، كانت نسبة من عزفوا على آلة موسيقيّة للجمهور أو للتدريب على الأداء ٣.٤٪، بينما كانت نسبة من عزفوا من أجل متعتهم الخاصّة ١١.١٪.
عام ٢٠٠٨/ ٢٠٠٩، كانت نسبة من عزفوا على آلة موسيقيّة للجمهور أو للتدريب على الأداء ٣٠٣٪، بينما كانت نسبة من عزفوا من أجل متعتهم الخاصّة ١٠.٤٪.
عام ٢٠٠٩/ ٢٠١٠، كانت نسبة من عزفوا على آلة موسيقيّة للجمهور أو للتدريب على الأداء ٣.٢ ٪، بينما كانت نسبة من عزفوا من أجل متعتهم الخاصّة ١٠.٦٪.
عام ٢٠١٠/ ٢٠١١، كانت نسبة من عزفوا على آلة موسيقيّة للجمهور أو للتدريب على الأداء ٣.٦٪، بينما كانت نسبة من عزفوا من أجل متعتهم الخاصّة ١١.٤٪.
عام ٢٠١١/ ٢٠١٢، كانت نسبة من عزفوا على آلة موسيقيّة للجمهور أو للتدريب على الأداء ٣.١٪، بينما كانت نسبة من عزفوا من أجل متعتهم الخاصّة ١١٪.
عام ٢٠١٢/ ٢٠١٣، كانت نسبة من عزفوا على آلة موسيقيّة للجمهور أو للتدريب على الأداء ٣.٦٪، بينما كانت نسبة من عزفوا من أجل متعتهم الخاصّة ١١.١٪.
عام ٢٠١٣/ ٢٠١٤، كانت نسبة من عزفوا على آلة موسيقيّة للجمهور أو للتدريب على الأداء ٣.٢٪، بينما كانت نسبة من عزفوا من أجل متعتهم الخاصّة ١٠.٦٪.
عام ٢٠١٤/ ٢٠١٥، كانت نسبة من عزفوا على آلة موسيقيّة للجمهور أو للتدريب على الأداء ٣.٢٪، بينما كانت نسبة من عزفوا من أجل متعتهم الخاصّة ١٠.٧٪.
عام ٢٠١٥/ ٢٠١٦، كانت نسبة من عزفوا على آلة موسيقيّة للجمهور أو للتدريب على الأداء ٣.١٪، بينما كانت نسبة من عزفوا من أجل متعتهم الخاصة ١٠.١٪.
عام ٢٠١٦/ ٢٠١٧، كانت نسبة من عزفوا على آلة موسيقيّة للجمهور أو للتدريب على الأداء ٣.٦٪، بينما كانت نسبة من عزفوا من أجل متعتهم الخاصّة ١١.٧٪.

## تاريخ صناعة البيانو من العاج
كانت أمريكا تعتمد في صناعة البيانو على العاج كمادّة تغطّي بها مفاتيح البيانو، ثمّ تخلّت عنها طواعية واتّخذت البلاستيك بديلًا له، في منتصف الخمسينيّات.
بحلول الثمانينيّات، سلك صنّاع أوروبا المسار ذاته. منذ ذلك الحين، لم تتورّط صناعة البيانو في الاستخدام غير القانونيّ للعاج أو استيراده ولذا، اليوم، لا توجد آلات بيانو حديثة الصنع من العاج.

## القوانين المنظّمة لآلات البيانو المصنوعة من العاج وعلاقتها بحقوق الحيوان
اقترحت دائرة الأسماك والحياة البرّيّة الأمريكيّة لوائح جديدة متعلّقة بآلات البيانو ذات المفاتيح العاجيّة، والتي من شأنها التأثير على عمليّة بيعها ونقلها.
ستقضي اللوائح الفيدراليّة الجديدة، بشكل فعّال، على استيراد وتصدير آلات البيانو ذات المفاتيح العاجيّة، كما ستحظر معظم مبيعاتها التي تتمّ عبر خطوط الدولة.
هذا يعني أنّه لن يُسمح للأفراد والتجّار بشراء أو بيع أو تداول أو نقل آلات البيانو ذات المفاتيح العاجيّة، إلّا إذا تمّت إزالة العاج من البيانو قبل أن يتمّ نقله.
وبالنسبة للولايات المنفردة، مثل نيويورك ونيوجيرسي، فمن المتوقّع أن تعتمد مشروع هذا القانون، من أجل إلغاء مبيعات آلات البيانو ذات المفاتيح العاجيّة، داخل حدودها.
بموجب القواعد الفيدراليّة المقترحة، سيكون هناك استثناء خاص بالبيانو العتيق/ الأنتيك، الذي يُعتبر من التحف، ويزيد عمره عن ١٠٠ عام، ولكن قد يكون من الصعب أحيانًا توثيق عمر البيانو. أمّا عن البيانو العتيق الذي خضعت مفاتيحه العاجيّة لأيّ إصلاحات أو ترميمات، خلال المائة عام الماضية، سيتمّ استبعاده من تلقّي هذا الإعفاء.
وفقًا لدائرة لأسماك والحياة البرّيّة الأمريكيّة، فقد أوضحت أسباب تضمين البيانو العتيق/ الأنتيك الذي أُجريت على مفاتيحه العاجيّة أيّة إصلاحات أو ترميمات، في هذا الحظر، وهي لأنّه يصعب على المفتّشين الحكوميّين معرفة ما إذا كان العاج المُستخدَم في عمليّة الإصلاح أو الترميم جديدًا أم قديمًا، أو قانونيًّا أم غير قانونيّ، ولأنّ سوق العاج القانونيّ يُستخدم كغطاء للعاج الذي يتمّ الحصول عليه بطريقة غير مشروعة، مما يؤدّي إلى القضاء على الأفيال للحصول على أنيابها العاجيّة في دول لا يُسمح بها بذلك والتسبّب في انقراضها، مما يُعتبر انتهاكًا للمعاهدات الدوليّة.
آلات البيانو التي يزيد عمرها عن ١٠٠ عام والتي يكون لها وثائقها الداعمة، هي وحدها التي يُمكن أن تكون مؤهَّلة للحصول على إعفاء النقل.
آلات البيانو التي يزيد عمرها عن ١٠٠ عام والتي يكون لها وثائقها الداعمة، هي وحدها التي يُمكن أن تكون مؤهَّلة للحصول على إعفاء النقل.
في الولايات المتّحدة، تمّت صناعة آلات البيانو من العاج حتّى الخمسينيّات من القرن الماضي. وهناك الآلاف من آلات البيانو التي صُنعت بين عاميّ ١٩١٤ و١٩٥٠، والتي لن يتمّ اعتبارها بيانو عتيق/ أنتيك إلّا إذا توفّر ما يتثبت ذلك.
وهناك الآلاف من آلات البيانو التي صُنعت بين عاميّ ١٩١٤ و١٩٥٠، والتي لن يتمّ اعتبارها بيانو عتيق/ أنتيك إلّا إذا توفّر ما يتثبت ذلك.
ستضع هذه اللوائح عبئًا على صناعة البيانو؛ إذ كثيرًا ما يُطلب من فنّيّي البيانو إصلاح أو ترميم العاج المكسور أو استبدال العاج المفقود. وفي المقابل، يمتلك العديد من التجّار آلات بيانو قديمة ذات مفاتيح عاجيّة في مستودعهم، ويأخذون من تلك المفاتيح في تجارتهم؛ فيبيعونها لشركات إعادة إصلاح وترميم آلات البيانو والعملاء مالكي آلات البيانو.
تتمثّل إحدى المشكلات في أنّ القوانين الجديدة والمقترحة للولايات الأمريكيّة تختلف عن بعضها البعض، فعلى سبيل المثال، يتضمّن قانون نيويورك الذي تمّت الموافقة على تشريعه، على الاستثناء الخاص بالبيانو العاجيّ العتيق التحفة/ الأنتيك، وتمّ تفويض إدارة الحفاظ على البيئة لإصدار تصاريح بيع آلات البيانو ذات المفاتيح العاجيّة التي تمّ تصنيعها قبل عام ١٩٧٥. وفي المقابل، لا يتضمّن قانون نيوجيرسي -قيد النظر- على أيّ استثناءات متعلّقة بالبيانو العتيق ذات المفاتيح العاجيّة، ولا يُسمح بإصدار تصاريح لبيعه.
تنظّم قوانين الولايتين أيضًا عمليّة الإتجار بعاج الماموث، في حين أنّ اللوائح الفيدراليّة لا تفعّل ذلك، وذلك لأنّ الماموث انقرض وبالتالي لا يشمله قانون الأنواع المهدَّدة بالانقراض، لكن تحظره الولايتين حتّى تمنع البائعين من الادّعاء بأنّ عاج الأفيال هو أنياب الماموث، لأنّه يشبه إلى حدٍّ كبير عاج الفيل.
يقول التجّار أنّهم على استعداد تام لإزالة مفاتيح البيانو العاجيّة من مستودعهم الحاليّ واستبدالها بمفاتيح بلاستيكيّة، كما يرون أنّ العديد من آلات البيانو لا تستحق تكلفة الإصلاح والترميم ولذلك فمن الأفضل -حسب رأيهم- أن يتمّ التخلّص منها بدلاً من بيعها.
بموجب القوانين الجديدة المنظّمة لبيع العاج، من الآن فصاعدًا، سيتعيّن على أيّ شخص يشتري آلة بيانو ذات مفاتيح عاجيّة سواء لغرض الإتجار أو الاقتناء الشخصيّ، أن يرسل فنّيًّا ماهرًا مع الأدوات المناسبة إلى منزل مالك البيانو السابق لتفكيكها وإزالة العاج قبل تحميل البيانو على الشاحنة.
اللوائح المقترحة وقوانين الولايات تحظر فقط شراء وبيع العاج، ولا يوجد حتّى الآن أيّ شيء غير قانونيّ في امتلاك آلة بيانو ذات مفاتيح عاجيّة.
ومع ذلك، فإنّ قوانين نيويورك ونيوجيرسي المُقترَحة ستجعل، من الناحية الفنّيّة، من غير القانونيّ لفنّيّي البيانو في تلك الولايات أن يستبدلوا مفتاح عاجيّ مفقود أو مكسور بآخر جديد كيّ يتناسب مع باقي مفاتيح البيانو السليمة، لأنّ ذلك من شأنه أن يدعم تجارة العاج غير القانونيّة ويساعد صائدي الأفيال على عدم التوقّف عن انتهاكهم لحقوق الحيوان.
ويُسمح فقط للمالكين بشحن البيانو، عبر خطوط الولاية، مع العاج السليم لترميمه، ويمكن للمُرمِّم إعادة شحنه، لكن لا يمكنه استبدال أيّ من العاج المكسور.
يمكن للفنّيّين المحلّيّين في الولاية استبدال العاج المكسور، إذا كان ذلك قانونيًّا في ولايتهم، لكن لا يمكن إعادة ترميمه خارج الولاية. سيتمكّن فنّيّو البيانو من تغيير أغطية مفاتيح البيانو العاجيّة إلى البلاستيك، ولكن بالنسبة لهذه الخدمة، يقوم فيها الفنّيّون -عادةً- بإرسال مفاتيح البيانو إلى متخصّصي استعادة المفاتيح، وغالبًا ما يكونون خارج الولاية.
تشير التوصيّات الصادرة عن اللجنة الاستشاريّة الرئاسيّة بشأن الإتجار بالكائنات البرّيّة إلى أنّ الحكومة تضغط على شركات القطاع الخاص المتخصّصة بالشحن التجاريّ (مثل FedEx وUPS وخدمة البريد الأمريكيّة) ليرفضوا طلبات شحن العاج، ويشمل ذلك شحن المفاتيح المغطّاة بالعاج إلى منشآت إصلاح مفاتيح البيانو خارج الولاية، والتي تفضّل إزالة العاج بنفسها للحفاظ على سلامة المفاتيح. لأنّ المفاتيح إذا تعرّضت للتلف الذي يتعذّر إصلاحه بسبب الإزالة غير الكفؤة للعاج بمنزل مالك البيانو، فإنّ استبدال مجموعة المفاتيح بالكامل قد يصل إلى آلاف الدولارات، كما أنّ مجموعات مفاتيح آلات البيانو العتيقة تُعتبر نادرة ويصعب توفيرها، علاوة على أنّ تصنيعها مكلّف للغاية.
كلّ عام، تعبر آلاف آلات البيانو، خطوط الدولة في الشاحنات، مما يترك مجال لطرح للاستفسار عن الكيفيّة التي يمكن للحكومة أن تعرف بها أيًّا منها يشكّل تحرّكات شخصيّة وأيّ منها يمثّل مبيعات، فاقترح أحد المسؤولين في دائرة الأسماك والحياة البرّيّة الأمريكيّة أن يقوم مالكو البيانو الذين يتحرّكون عبر خطوط الدولة بهدف التنقّلات المنزليّة أو لإعادة ترميم مفاتيح البيانو، بتضمين إفادة خطّيّة مصحوبة بيمين مع البيانو، توضّح تاريخ التصنيع، وفاتورة البيع الأصليّة، وأيّ دليل آخر على الملكيّة، حتّى يتمكّن صاحب البيانو من إثبات أنّ عمليّة النقل ليست عمليّة بيع.
ومع ذلك، ليس من الواضح -على الإطلاق- نوع الوثائق التي ستقبلها الحكومات الفيدراليّة وحكومات الولايات كدليل على عمر البيانو وخصوصًا في حال أوقفت الشركة المصنّعة نشاطها ولا يوجد سجل لعمليّة البيع الأصليّة، حتّى إذا كان الرقم التسلسليّ موجودًا ومرئيًا.
وعن موقف شركات نقل البيانو، فأفادت إحداهن بأنّه لتجنّب متاعب الأعمال الورقيّة وعمليّات التفتيش والمسؤوليّة المرتبطة بها، لن تقوم بعد الآن بشحن آلات البيانو ذات المفاتيح العاجيّة، حتّى للعملاء الذين ينقلون أغراضهم المنزليّة.
عندما يتمّ الإعلان عن القواعد الفيدراليّة المقترحة في السجل الفيدراليّ، ستبدأ فترة تُعرف بـ: «التعليق العامّة» وتكون غير محدّدة المدّة، كما سيتمّ خلالها تشجيع المواطنين على التعليق على تأثيرات هذه القواعد على أصحاب المصلحة المعنيّين، وهذه التعليقات من شأنها أن تؤثّر على الصياغة النهائيّة للقواعد.

## قادة العالَم يعزفون البيانو

### ١- الرئيس الروسيّفلاديمير بوتين
وثّق التاريخ المعاصر ظهور الرئيس الروسيّ فلاديمير بوتين وهو يستعرض مهاراته في العزف على البيانو، أثناء انتظاره الموعد المحدّد لمقابلة الرئيس الصينيّ شي جين بينغ، وكان يعزف أغنية ألف ميل لفانيسا كارلتون.
وعن أسلوبه في الأداء، فقد حظى بثناء بعض المتخصّصين في البيانو؛ إذ أشادوا بالوضعيّة الانسيابيّة التي اتّخذتها يداه على مفاتيح البيانو، وكونها تتحرّك بحرّيّة كبيرة عليها، بجانب انتقال أصابعه المرن بين المفاتيح، وإبقائه إيّاها على مقربة من بعضها البعض، وعدم بروز خنصر عن بقيّة أصابع اليدين.
أمّا الانتقادات التي وُجّهت إليه، فهي أنّه كثير التبديل بين اليدين وبشكّل متقطّع مما خلق أصوات نشاز، وكسر التيّار اللحنيّ وأنتج لحنًا غير متناغم.

### ٢- الرئيس الفرنسيّإيمانويل ماكرون
عازف بيانو هاوٍ، شغوف بهذه الآلة الموسيقيّة، درس البيانو لمدّة ١٠ سنوات في معهد الكونسرفتوار في مدينة أميان، في فرنسا.
في مقابلة صحفيّة له مع ClassiqueNews.com، قال ماكرون أنّه يرغب في العزف على البيانو مرّة أخرى بمجرّد أن يتوفّر لديه الوقت، كما أعرب عن حبّه الخاص لموسيقى روبرت شومان لأنّه -حسبما ذكر- يجد بها صور ومشاعر لا يجدها في أيّ موسيقى أخرى، بالإضافة إلى موسيقى فرانز ليست.

### ٣- الرئيس الأمريكيّهاري ترومان
درس ترومان العزف على البيانو منذ نعومة أظافره، ونشأ على عزف مقطوعات موزارت وهايدن وليست وشوبان.
وسجّل التاريخ مشهد عزفه الذي أتاح مساحة للفكاهة، والأكثرها رواجًا: «بصفته الرئيس الثالث والثلاثين للولايات المتّحدة الأمريكيّة، فمن الواضح أنّه لديه بيانو في كلّ مكان، سواء بجانب مكتبه أو بالقرب من جهاز الراديو أو بجوار سريره، ولا يمر بجوار أيّ بيانو دونما عزف لحن عليه».
ويُضاف إلى ذلك، نقد متخصّصي الموسيقى، إذ اجتمعوا على أنّه قد خرج عن التنغيم، كما أنّه كان عشوائيّ كلّيًّا، وبعيد تمامًا عن الأداء المثاليّ، كما تضمّن عزفه قدرًا كبيرًا من الارتداد في معصميه.

### ٤- الرئيس الأمريكيّريتشارد نيكسون
بدأ ريتشارد نيكسون، الرئيس الأمريكيّ الوحيد -على الإطلاق- الذي أقدم على الاستقالة، العزف على البيانو والكمان حينما كان بالمرحلة التعليميّة المدرسيّة، بالصفّ الأوّل. ظهر في البرنامج التلفزيونيّ The Tonight Show مع الإعلاميّ جاك هارولد بار Jack Paar في ٨ مارس/ آذار ١٩٦٣، حيث قام بعزف مؤلَّفته الموسيقيّة: كونشرتو البيانو ريتشارد نيكسون رقم ١.
قال في مذكّراته: «العزف على البيانو هو وسيلة للتعبير عن الذات، ربّما تكون أكثر إرضاءً من الكتابة أو التحدّث». كما ورد بها أيضًا: «أعتقد أنّ تأليف موسيقى رائعة هو أحد أعلى التطلّعات التي يمكن أن يضعها الإنسان لنفسه».
وعن تقييم أدائه في العزف، فقال متخصّصو البيانو: «يبدو عليه الارتياح في العزف؛ فكتفاه في وضعهما الصحيح دونما أيّ انفعال أو تشنُّج أو توتّر أو ضغط عصبيّ، ووضعيّة يديه جيّدة والرسغين مرنين. نيكسون لم يكن خجولًا، وهذا واضح في عزفه. يعزف بانسيابية وموسيقى طبيعيّة غير مُصطنَعة. يعزف مع الأوركسترا وقتما تطلّب ذلك».
خلال فترة وجوده في منصبه، عزف نيكسون على البيانو في عدد من الفعاليّات، بما في ذلك غراند أول أوبري Grand Ole Opry؛ حيث عزف "God Bless America"، كما عزف بحفل موسيقيّ في البيت الأبيض، رافق فيه المغنية بيرل بيلي، بالإضافة إلى أنّه عزف أغنية «عيد ميلاد سعيد» للمُلحِّن دوك إلينغتون.

### ٥- وزيرة الخارجيّة الأمريكيّة السابقةكوندوليزا رايس
تمثّل لها الموسيقى الحبّ الأوّل، وتولي لها اهتمامًا خاصًا. تمّ تدريبها لتكون عازفة بيانو لتحيي الحفلات الموسيقيّة بشكل منفرد وتشارك الأوركسترا أيضًا.
لكن للأسف، تخلّت رايس عن حلمها في امتهان مهنة العزف على البيانو، عندما أدركت أنّه «سينتهي بها الأمر بالعزف على البيانو بالحانات أو المتاجر الرخيصة وليس بقاعة كارنيجي (قاعة موسيقى في نيويورك)»، وذلك حسبما ورد على لسان رايس.
سجّل التاريخ الحديث عزفها على البيانو معزوفة برامس Brahms، للملكة إليزابيث الثانية، برفقة أربعة أعضاء من أوركسترا لندن السيمفونيّ.
وعن تعليق المتخصّصين في البيانو على أدائها، فلاحظوا أنّ معصميها يعانيان القليل من التوتّر، إلّا أنّهم أرجعوا ذلك إلى كونها تعزف أمام الملكة إليزابيث، هذا بجانب كون عزفها جافًّا تنقصه المشاعر والدفء.

## الجذور الفرعونيّة للبيانو
أجمع بعض مؤرّخو التاريخ الموسيقيّ، على أنّ البيانو ما هو إلّا نسخة مطوَّرة وعصريّة من آلة السنطور الوتريّة المشابهة لآلة القانون والتي حين وقع عليها التطوير في القرن الرابع عشر الميلاديّ أصبحت آلة الكلافيكورد، والتي حين خضعت للتطوير في القرن السادس عشر الميلاديّ أخذت شكل واسم آلة الهاربسكود.
وفي المقابل، أكّد الدكتور المصريّ وسيم السيسي، الباحث في علم المصريّات، أنّ القدماء المصريّين هم أوّل من عرفوا الموسيقى؛ إذ أنّهم ابتكروا السلّم الموسيقيّ، علاوة على جميع أنواع الآلات الموسيقية، عدا البيانو.
واستنادًا على منظور التاريخ الموسيقيّ مجموع مع منظور التاريخ الفرعونيّ، تكون خلصت الرؤيتان إلى أنّ الفراعنة هم أقدم وأوّل من ابتكر نسخة وترّية قريبة من البيانو.

## فضل القدماء المصريّين على عازفي البيانو
إن بعض الاكتشافات الأثريّة المصريّة الحديثة قد نجحت في توثيق حقيقة تاريخيّة، ألا وهي أنّ القدماء المصريّين همّ أوّل من عرفوا الأطراف الصناعيّة وابتكروا خاماتها المتنوّعة بين الخشب والبرونز؛ ففي عام ٢٠٠٠، بواحدة من المقابر الفرعونيّة، تمّ اكتشاف طرف صناعيّ لإبهام يدّ يمنى، ومن بعد ذلك توالت الاكتشافات، مثل الطرف الصناعيّ الذي يعود إلى عام ٦٠٠ ق. م. والمصنوع من الخشب والجلد وكان لإصبع قدم، علاوة على الطرف الصناعيّ الذي يعود إلى ٣٠٠ ق. م. والمصنوع من البرونز وكان لقدم. أشاد علماء من جامعة مانشستر بجودة الخامات المصنوعة منها هذه الأطراف الصناعيّة والتي لا تنمّ على كونها بدائيّة الصنع كما أنّها فعّالة بدرجة عالية.
في العصر الحديث، سجّل التاريخ التطوُّر الذي شهدته اليدّ الروبوتيّة. تمّ تطوير اليدّ الصناعيّة لمساعدة عازفي البيانو وجميع الآلات الموسيقيّة على العودة إلى حياتهم العمليّة، من جديد. تعتمد هذه التقنية الحديثة على تحريك عضلة الكتف والتي بدورها تحرّك أصابع اليدّ الروبوتيّة، وذلك من بعد ما كانت اليدّ الصناعيّة بمثابة قطعة زينة متّصلة بجسم الإنسان لا يمكنها تحريك الأصابع وكل ما كان في مقدورها فعله هو تحريك كف اليدّ دفعة واحدة. وبفضل هذه الطفرة التكنولوجيّة التي عكف عليها باحثو مركز جورجيا للتقنيّات الموسيقيّة، عاد عازف أمريكيّ إلى مباشرة حياته دون انتظار مساعدة من أحد والانخراط في العمل من جديد، بشكل طبيعيّ، من بعد انقطاع دام خمس سنوات.

## أشهر عازفات البيانو المصريّات
يلعب الإعلام المرئيّ والمسموع والمقروء، في نسختيه التقليديّة والرقميّة، دورًا عظيمًا في توثيق الأعمال الفنّيّة بمختلف أنواعها وأشكالها وإبراز روّادها وإشهارهم، كما يؤدّي التسويق الإلكترونيّ دورًا في بلوغ ذلك، خلال فترة زمنيّة وجيزة، كما أنّ الريادة والانفراد يفرضان نفسهما، في جميع العصور، سواء التي تضمّنت علوم الإعلام والتسويق أو التي لم تتضمّن.
هذه قائمة بأسماء سيّدات مصريّات احترفن العزف على البيانو، منهنّ مَن حظين بشهرة بفضل البيانو، ومنهنّ من حظين بشهرة لأسباب أخرى رغم مهارتهنّ في العزف عليه.

### ١- بهيجة حافظ
تلك الغنيّة عن التعريف، التي خلّدت ذكراها وسائل الإعلام وكتب التاريخ الفنّيّ والمراجع البحثيّة، باعتبارها رائدة صناعة السينما المصريّة. رُغم إتقانها العزف على البيانو، منذ أن كانت بالتاسعة من عمرها، إلّا أنّها لم تكتسب شهرتها لكونها عازفة بيانو ماهرة، إنّما لبعض الأسباب ذات الصلة بالموسيقى والبيانو، وهي:
- لأنّها أوّل وأصغر طفلة مصريّة ألّفت مقطوعة موسيقيّة، وهي بالتاسعة من العمر.
- لاحترافها التأليف الموسيقيّ التصويريّ.
- لأنّها كانت أوّل مصريّة عضوة بجمعيّة المؤلّفين، بباريس.
- لأنّها أوّل من أدخلت الاسطوانات إلى السوق المصريّ، عام ١٩٢٦.
أمّا عن الأسباب الفنّيّة الأخرى التي ساهمت في شهرتها، فهي:
- لأنّها أبدعت بالتمثيل والإنتاج والإخراج وتصميم الأزياء.
- لأنّها صاحبة أوّل فيلم عربيّ ناطق يُعرض في مهرجان برلين الدوليّ، وهو أيضًا أوّل فيلم مصريّ حاصل على الجائزة الذهبيّة بهذا المهرجان، فيلم ليلى بنت الصحراء.
- لأنّها أوّل من تحدّت الحكومة الإيرانيّة بمُحتوى فيلم «ليلى بنت الصحراء»، رغم مصاهرة العائلة الملكيّة بمصر في ذلك الوقت من إيران، زواج الأميرة فوزيّة أخت الملك فاروق من شاه إيران رضا بهلوي، مما أدّى إلى مصادرة فيلمها وإيقاف عرضه محلّيًّا ودوليًّا، وقت ترشّحه للعرض في مهرجان فينيسيا، فناضلت بالمحاكم المصريّة إلى أن انتصرت وسمح لها القضاء باستئناف عرضه شريطة حذف بعض المشاهد.
- لأنّها أوّل من أنشأت نقابة للمهن الموسيقية، عام ١٩٣٧.
- لأنّها أوّل مرأة مصريّة أنشأت صالونًا ثقافيًّا، عام ١٩٥٩.

### ٢- مارسيل متّى
قصّة حياتها كانت ملهمة لصناعة فيلم تسجيليّ طويل عنها، يناقش أهمّ الأحداث الفنّيّة والسياسيّة التي عاصرتها، تمّ إنتاجه عام ٢٠١٦، مدّته الزمنيّة ٧٢ دقيقة، من إخراج إسلام شامل ومن إنتاج أحمد ماهر وإسلام شامل.
عن مخرج الفيلم، إسلام شامل، فقد تتلمذ على يدّ عازفة البيانو مارسيل متّى، حصل على الدبلومة الموسيقيّة من معهد الكونسيرفتوار التي تعادل درجة الماجيستير، وأعقب ذلك التحاقه بالمعهد العاليّ للسينما.
شارك الفيلم بمهرجان الأقصر للسينما العربيّة والأوروبيّة في دورته الرابعة، التي بدأت يوم ٣٠  يناير/ كانون الثاني واستمرّت حتّى ٥ فبراير/ شباط ٢٠١٦، ثمّ تمّ ترشيحه للمشاركة بالمسابقة الرسميّة للأفلام التسجيليّة لمهرجان بكين لأفلام المرأة، بالصين وتمّ عرضه بالمهرجان، يوم ٢٩ مايو/ أيّار ٢٠١٦.
وعن عازفة البيانو مارسيل متّى فهي أعرق رائدة مصريّة بمجال العزف على البيانو وهي واحدة من أكبر عازفي البيانو المصريّين؛ إذ أنّها أقدم أستاذ بيانو بالمعهد العالي للموسيقى العربيّة/ الكونسرفتوار بمصر، وأوّل رئيس مصريّ لقسم البيانو به، كما أنّها أوّل سوليست/ عازفة منفردة مصريّة بدار الأوبرا المصريّة القديمة، فضلًا عن كونها أوّل عازفة بيانو مصرية تعزف مع أوركسترا القاهرة السيمفونيّ.

### ٣- مشيرة عيسى
صاحبة الطريق الدراسيّ المشرّف؛ فقد كانت من بين العشرة الأوائل على الجمهوريّة، بالثانويّة العامّة، وترتيبها كان السابع. تخرّجت من معهد الكونسرفتوار، قسم البيانو، بتقدير امتياز عام ١٩٧٨. تخرّجت من أكاديميّة الموسيقى في فيينّا وكان تصنيفها الأولى على دفعتها عام ١٩٨٤. لم تغادر النمسا حتّى حصلت منها على دبلوم فنّ الأداء في البيانو، وحصلت على درجة الدكتوراة، بتقدير امتياز عام ١٩٨٧.
كذلك مشوارها العمليّ مدعاة للفخر؛ فعملت كأستاذة في أكاديميّة الفنون بالمعهد العالي للموسيقى العربيّة/ الكونسرفتوار، وصعدت سلّم كادر هيئة التدريس به. تقلّدت منصب المستشار الموسيقيّ لحفلتيّ الافتتاح والاختتام للدورة الإفريقيّة للألعاب التي أُقيمت في القاهرة، عام ١٩٩١. كانت من بين المشاركين والمشاركات المميّزات بأوركسترا القاهرة السيمفونيّ خلال مواسمه المتتالية، كما كانت من بين نخبة العازفين والعازفات المشاركات في حفل افتتاح دار الأوبرا المصريّة، عام ١٩٨٨، هذا فضلًا عن مشاركتها بالعديد من المهرجانات، مثل مهرجان سرفانتيون الدوليّ بالمكسيك، ومهرجان أسابيع الموسيقيّ الدوليّ بصوفيا بإيطاليا، علاوة على إحيائها الحفلات الصولو/ بشكل منفرد.
من أبرز التكريمات التي حصلت عليها: تكريمها من قبل د. إيناس عبد الدايم، وزيرة الثقافة المصريّة ورئيسة دار الأوبرا المصريّة السابقة، عن دورها المقدّم في إثراء الحياة الفنّيّة بمصر، علاوة على اختيار شبكة بي بي سي BBC لها، باعتبارها مؤثّرة في مجالها من بين مئة شخصيّة نسائيّة من حول العالم.
ومن الجوائز التي حصلت عليها: الجائزة الأولى من جمعيّة الشباب الموسيقي بالقاهرة عام ١٩٧١، وجائزة ستيبانوف بفيينا عام ١٩٨٢ وجائزة شيكاغو للفنون عام ١٩٨٧.

### ٤- ميريت إسحق حنّا
تخرّجت من المعهد العالي للموسيقى/ الكونسرفتوار، بمصر، بتقدير امتياز مع مرتبة الشرف، عام ٢٠١٠. تتلمذت على يدّ الفنّانّة مارسيل متّى. استأنفت دراستها للموسيقى والبيانو بفرنسا ومن بعد ذلك سويسرا.
وصلت إلى العالميّة في سنّ صغيرة؛ فرغم أنّها مازالت في العقد الثاني من العمر، إلّا أنّها تمكّنت من الحصول على المركز الأوّل بمسابقة روما الدوليّة للبيانو في دورتها الثالثة والعشرين، تحت رعاية مؤسّسة فريدريك شوبان بإيطاليا، وقد ضمّت لجنة التحكيم نخبة من عازفي البيانو من إيطاليا والنمسا وروسيا وإنجلترا وبلغاريا، وتسلّمت الجائزة يوم ١١ نوفمبر/ تشرين الثاني عام ٢٠١٣. تمّ تكريمها أيضًا محلّيًّا، من قبل بيت الوادي، ونظرًا لعدم تواجدها داخل مصر، فتسلّم والدها جائزتها بالإنابة عنها ومن سلّمه الجائزة المايسترو المصريّ هشام جبر، كما هنّأتها الفنّانة المصريّة شيرين رضا عبر حسابها الرّسميّ على موقع التغريدات القصيرة/ تويتر.

### ٥- إيمان شاكر
مؤسِّسة مجموعة الأصدقاء عام ٢٠١٥. أحيت الكثير من الحفلات، بدار الأوبرا المصريّة، مقدِّمة عبر البيانو، مؤلّفات موسيقيّة نادرة ذات قوالب موسيقيّة متنوّعة. عرفها الجمهور يتميّزها بالانتقال المرن بين المؤلّفات الكلاسيكيّة والجاز واللاتينيّة، بالإضافة إلى الغربيّة الحديثة ولاسيّما العربيّة.

## عازفات بيانو سعوديّات بين التهميش والشهرة
أولويّات واهتمامات الشعوب تختلف، وفق الكثير من العوامل والمتغيّرات. للشعب السعوديّ أولويّاته واهتماماته الخاصّة التي تكوّنت وتشكّلت بفضل الكثير من العناصر ومنها الإعلام؛ إذ يقوم الإعلام وفق النظريّة الإعلاميّة «وضع الأجندة» أو ما تُعرف بنظريّة «ترتيب الأولويّات» Agenda Settings بوضع وحذف وترتيب اهتمامات وأولويّات الجمهور.
أجرى مركز صناعة الفكر للدراسات والأبحاث السعوديّ، استطلاعًا، عنوانه «كيف يفكر السعوديّون.. أولويّات واهتمامات»، عام ٢٠١٥، على عينة من الشعب السعوديّين قوامها ٨٥٠ مواطن، شملت استمارة الاستبيان قوائم وبنود بالقضايا والأنشطة التي تهمّ المواطن السعوديّ، خلص الاستطلاع إلى بعض النتائج، وهي موضّحة على النحو التالي (القضيّة والنشاط محل الاهتمام ونسبة المهتمّين به):
قضايا العالَم العربيّ والإسلاميّ ٧١.٣٪
قضيّة الاستقرار الأسريّ ٦٠.٤٪ 
قضيّة الحدّ من نسبة البطالة ٥٦.٥٪ 
نشاط القراءة في المجال الدينيّ في أوقات الفراغ ٢٨٪
نشاط القراءة في المجال الثقافيّ في أوقات الفراغ ٢٧.٥٪ 
نشاط القراءة في المجال الاجتماعيّ في أوقات الفراغ ١٦.٨٪ 
نشاط الزيارات العائليّة ٩٦.٥٪ 
نشاط السفر خارج السعوديّة ٨٨٪ 
نشاط التنزّه ٣٠-٤٥٪ 
نشاط التسوّق وارتياد المطاعم ١٠-١٤٪ 
واستنادًا على هذه الدراسة، تتّضح ثلاثة أمور، أوّلها:  احتماليّة تهميش الباحث لبند النشاط الموسيقيّ في السعوديّة، ضمن استمارة الاستبيان؛ إذ لم يظهر بالنتائج أنّه قد طرح أيّ بند ذي صلة بالنشاط الموسيقيّ في استمارة الاستبيان، وقد يعود تهميشه هذا لدراسته المسبقة للشعب السعوديّ ومعرفته باهتماماته التي لا تشمل الموسيقى. ثانيها: يتجلّى بكلّ وضوح أنّ الموسيقى لا تمثّل أيّ نسبة من اهتمامات السعوديّين، مما يفتح الباب لاحتماليّة تهميش الشعب السعوديّ للنشاط الموسيقيّ، حال كان الباحث قد طرح بالفعل هذا البند وتغافلت عنه عيّنة الدراسة كلّها، أو حال تغافل الباحث نفسه عن كتابة بند النشاط الموسيقيّ أو بند: «اذكر أيّ نشاط آخر» ليتيح الفرصة لعيّنة الدراسة لكتابة أيّ نشاط آخر لم يرد بقائمة الاهتمامات والأنشطة المذكورة بالاستمارة، فكان من الممكن أن يكون من العيّنة عدد مهتم بالموسيقى. ثالثهما: عدم الاهتمام بطرح قضايا الموسيقيّين مثل دراسة المرأة السعوديّة للموسيقى وعملها بهذا الاختصاص.
في أكتوبر/ تشرين الأوّل عام ٢٠١٩، انطلق موسم الرياض في السعوديّة والذي أُطلق عليه -آنذاك- موسم التسلية والفنون والترفيه، قُدِّمت فيه مهرجانات مواسم السعوديّة والتي وصل عددها إلى ١١ موسمًا، مما فتح الباب أمام الموسيقيّين السعوديّين للانطلاق المحلّيّ ولاسيّما العالميّ، وكان هدفه الرئيس تعزيز السياحة السعوديّة للنهوض بالاقتصاد، وقد اُختتمت فعاليّاته في نهاية عام ٢٠١٩.
وهذه القائمة تضمّ توثيقًا للمشوار الفنّيّ لعازفات البيانو السعوديّات، الذي جمع بين التهميش والشهرة، وهنّ:

### ١- إيمان قستي
درست الأدب الإنجليزيّ، لكن غيّرت تخصّصها ودرست الإدارة العامّة في جامعة اليمامة. واجهت صعوبة في تعلّم الموسيقى والبيانو بشكل أكاديميّ لعدم وجود معاهد للموسيقى في السعوديّة، فاستندت على التعليم الذاتيّ والعزف السماعي.
أصبحت عازفة بيانو ومؤلِّفة موسيقيّة، مثلها الأعلى بيتهوفن وشوبان، وتفضّل مقطوعة A Comme Amour للعازف الفرنسيّ ريتشارد كلايدرمان، عن غيرها من المقطوعات العالميّة.
رغم أنّها لم تتجاوز عقدها العشرين، إلّا أنّها كانت على قدر التحدّي؛ فشاركت في منتدى «دافوس» بسويسرا، أحد أكبر المنتديات الاقتصاديّة العالميّة، كما شاركت الموسيقيان العالميّان: عازف البيانو جوردن باك وعازفة الكمان كلوي شوا، في حفل الموسيقى الكلاسيكية في مركز الملك فهد الثقافيّ بالرياض، وشاركت أيضًا في حفل الموسيقى في مركز الملك عبد العزيز التاريخيّ ضمن موسم الرياض، كما اعتلت مسرح السفارة الألمانيّة ومسرح السفارة الأمريكيّة بالسعودية. وعن خططها المستقبليّة، فهي تعتزم تأسيس معهد موسيقيّ خاص بها.

### ٢- هديّة شيخ البساتنة
طوّرت موهبتها الموسيقيّة من خلال التعليم الذاتيّ والحصول على الدورات التدريبيّة خارج السعوديّة.
تُعتبر أوّل من اقتحمت مجال تدريب البيانو في السعوديّة، تحديدًا في جدّة، تعمل بجمعيّة الثقافة والفنون بجدّة وتتميّز بمهاراتها في الانتقال المرن بين المقطوعات الموسيقيّة سواء الشرقيّة أو الغربيّة، كما أنّها تولي اهتمامًا خاصًا بتدريب الأطفال.

### ٣- ميّ محمّد
تسعى إلى الحصول على شهادة معتمَدة في الموسيقى، وتأمل في اعتلاء خشبة مسرح دار الأوبرا السعوديّة.
بدأت مسيرتها العمليّة منذ عام ٢٠١٣ تقريبًا، تعزف حاليًا بشكل منفرد كسوليست في فنادق جدّة وبعض الفعاليّات المُنظَّمة محليًّا، كما تعتزم طرح أوّل ألبوم موسيقيّ من تأليفها، ويأتي في مقدّمة اهتماماتها وأولويّاتها تنشئة الأجيال الصاعدة على الثقافة الموسيقيّة ومن أجل ذلك تضافرت جهودها مع دارة صفيّة بنت زقر. تسعى إلى الحصول على شهادة معتمَدة في الموسيقى، وتأمل في اعتلاء خشبة مسرح دار الأوبرا السعوديّة.

### ٤- روان محمد
اُكتشفت موهبتها منذ نعومة أظافرها، فالتحقت بإحدى المراكز المتخصّصة في تعليم الموسيقى في البحرين للوصول إلى درجة الاحترافيّ التي كانت تأملها.
عملت بالتلحين الموسيقيّ، أسّست فرقة موسيقيّة ودرّبت أعضاءها على عزف البيانو بجانب العزف على آلات موسيقية أخرى. اُكتشفت موهبتها منذ نعومة أظافرها، فالتحقت بإحدى المراكز المتخصّصة في تعليم الموسيقى في البحرين للوصول إلى درجة الاحترافيّ التي كانت تأملها.
عملت بالتلحين الموسيقيّ، أسّست فرقة موسيقيّة ودرّبت أعضاءها على عزف البيانو بجانب العزف على آلات موسيقية أخرى.

### ٥- نادية دندشي
رغم ابتعاد واختلاف تخصّصها الدراسيّ، الطبّ والجراحة، عن هوايتها، العزف على البيانو، إلّا أنّها استطاعت أن تجمع بينهما وسلكت الطريقتين وصنعت مسيرتها العمليّة في الاتّجاهين، كما قد حقّقت شهرة وشعبيّة رشّحتها للمشاركة في مؤتمر TED×Women والعزف أمام الجماهير في جدّة عام ٢٠١١، كما رشّحتها للمشاركة أيضًا في حفل توزيع جوائز «فيمينا» الشرق الأوسط في دبيّ.

## حفلات عازفي البيانو في زمن الكورونا
استغلّ الكثيرون، من حول العالم، تواجدهم في المنزل بسبب الحظر الذي فرضته الحكومات لمواجهة تفشّي فيروس كورونا، سواء في بداية انتشار الوباء أو كلّما زادت حالات الإصابة؛ فمنهم من تعلّم العزف على الآلات الموسيقيّة وأصبح تحدّي يشارك فيه مستخدمو مواقع التواصل الاجتماعيّ.
ومن أبرز القصص المؤثّرة التي وقعت هذه الفترة، قصّة هايميش برودي وتعلُّمه العزف على البيانو خلال الحظر المصاحب لكورونا؛ فهو شاب مراهق إنجليزيّ، يعيش بجزيرة جيرسي بالقنال الإنجليزيّ، فقد أمّه سنة ٢٠١٨، فشغل نفسه بالاهتمام بالبيانو لسدّ الفراغ الذي أخلفه رحيل أمّه، وتزامنًا مع إحدى فترات فرض الحظر، عكف على دراسة البيانو والتقدّم للخضوع لاختبارات البيانو، وكانت مدّة التحدّي للاستعداد للاختبارات هي شهر واحد، فاجتاز الاختبارات بأعلى تقدير؛ إذ حصل على الدرجة الثامنة بامتياز وحصل على الدرجة النهائيّة عن مؤلّفته الموسيقيّة.
وفي السياق ذاته، رصد التاريخ الحديث، خلال فترة فرض الحجر الصحّيّ والحظر على سكّان العالَم، منعًا لتفشّي فيروس كورونا، مبادرة تطبيق Playground Sessions التي دعت إلى تعلّم عزف أغنية You Raise Me Up على آلة البيانو بشكل مجّانيّ، في خطوة منها إلى إشغال وقت المواطنين حول العالم للبقاء في منازلهم والالتزام بالحجر الصحّيّ، وكانت الاستجابة قويّة؛ إذ شارك في تعلّم عزف هذه الأغنية أكثر من ٧٠٠٠ عازف وقدّموا حفلًا جماعيًّا عبر الإنترنت. وقد استمرّت هذه المبادرة لمدّة شهر.
ومن زاوية أخرى، فقد حصد فيروس كورونا حياة الكثيرين، من حول العالم، وأبرزهم في المجال الموسيقيّ، عازف البيانو الأمريكيّ إليس مارساليس، الذي توفّى يوم الأربعاء، الأوّل من أبريل/ نيسان ٢٠٢٠، عن عمر ناهز ٨٤ سنة.
و من اتّجاه آخر، تمّ إلغاء الكثير من الحفلات الموسيقيّة إعمالًا بالإجراءات الوقائيّة ضدّ فيروس كورونا، وللحفاظ على التباعد الاجتماعيّ منعًا لازدياد عدد الإصابات. وفي المقابل، جاءت ردّة فعل عازف البيانو السويسريّ آلان روش لدعم وتعزيز روح التحدّي لدى عازفي البيانو وجمهور هذه الآلة؛ إذ وثّق التاريخ قيامه بإحياء الحفل الموسيقيّ رغمًا عن كورونا وملتزمًا -في نفس الوقت- بالإجراءات الوقائيّة ضدّ الفيروس ومروّحًا عن جمهوره وجمهور البيانو عن أنفسهم رهبة الإصابة بكورونا؛ حيث قدّم حفله الموسيقيّ، في فرنسا، وهو معلّق فوق الأرض على ارتفاع ٤٠ مترًا بواسطة رافعة، وكان الجمهور يشاهد ويستمتع بالعزف وهو  جالس على مقاعد متخصّصة له في الشارع.
كما ظهر اتّجاه جديد وتسيّد المشهد الموسيقيّ، ألا وهو إحياء الحفلات الموسيقيّة عبر الإنترنت في شكل بثّ حيّ؛ فقد ضمّت فعاليّات سوق كان الافتراضيّ لعام ٢٠٢٠ حفل عازف البيانو الفرنسيّ Camille Bazbaz، يوم ٢٣ يونيو/ حزيران عام ٢٠٢٠، من بعد إلغاء دورة المهرجان لتفشّي كوفيد-١٩.
وامتدّ هذا الاتّجاه إلى عازفي البيانو الكوريّين؛ حيث قدّم عازف البيانو الكوريّ جو سونغ -جين المقيم في برلين في ألمانيا، عرضًا موسيقيًّا، عبر الإنترنت كبثّ حيّ، واستهل العرض موجّها رسالة إلى جمهوره واصفًا فيها ذلك الوقت بكونه عصيب مؤكّدًا على أنهم قادرين على تجاوزه.
ومن المشاركات التي خلّدها التاريخ، في تلك الفترة العصيبة، سنة ٢٠٢٠، الدور الذي قامت به شركة التسجيلات الألمانيّة «دوتش غراموفون» التي نظّمت عرض موسيقيّ عالميّ، عبر الإنترنا، جمع ١٠ من أشهر عازفي البيانو من حول العالم، من بينهم إيفجيي كيسين وماريّا جاو بيريس.
```
وفي ظل عودة الحياة إلى مجراها الطبيعي، بشكل نسبيّ، مع التشديد على الالتزام بضرورة اتّباع الإجراءات الوقائيّة، أحيى عازف البيانو الروسيّ دينيس ماتسوي حفلًا موسيقيًّا لإحياء لذكرى المايسترو الراحل ماريس يانسونس، وتمّ الحفل يوميّ ١٩ و٢٠ يونيو/ حزيران ٢٠٢٠، في قاعة Digital Concert Hall ببرلين في ألمانيا، وحضر الحفل عدد محدود من الجمهور لضمان الحفاظ على التباعد الاجتماعيّ.
[
44
]
```

## تعاون اليونيسيف مع عازفي البيانو
بمنتصف شهر أغسطس/ آب ٢٠١٦، قامت مُنظَّمة الأمم المتّحدة للطفولة/ اليونيسيف بمنح منصب السفير الإقليميّ لمنطقة الشرق الأوسط وشمال أفريقيا لعازف البيانو الأردنيّ زيد دريقيا، لتكون على رأس قائمة مهامه قضايا الأطفال. تمّ اختياره دون غيره لدوره في دعم أواصر التعاون الثقافيّ بين الشرق والغرب ونشره للمفاهيم المشتركة بينه وبين المنظّمة بين الأجيال الناشئة المتخصّصة في الموسيقى، واستعانته بالموسيقى في خلق حلقة وصل بين الشرق والغرب، فضلًا عن تأسيسه مؤسَّسة «زيد للسلام والتفاهم العالميّ».

## دور اليونسكو في دعم عازفي وعازفات البيانو
منحت اليونسكو عازفة البيانو المصريّة مشيرة عيسى لقب أفضل عازفة، خلال مشاركتها في المهرجان العالميّ للمرأة المبدعة.
أشادت اليونسكو بجهود عازفة البيانو الأرجنتينيّة ميغل أنجل أستريلا، إحدى سفرائها؛ إذ طوّعت شهرتها فط خدمة ودعم المنظّمة بهدف توصيل رسالته إلى العالم أجمع وإلقاء الضوء على مساهماتها وأدوارها.
يوم ١٣ أبريل/ نيسان عام ٢٠١١، قامت المديرة العامّة لليونسكو، إيرينا بوكوفا، بمنح عازفة البيانو العراقيّة زحل سلطان التي لم يتجاوز عمرها آنذلك ١٧ عامًا، لقب «فنّانة شابّة من أجل الحوار بين ثقافات العالم العربيّ والغربيّ»، عن دورها في تأسيس أوركسترا وطنيّة تتعامل وتتواصل مع فنّانين من الغرب.
أدرجت اليونسكو سيمفونية بيتهوفن التاسعة، «نغمات البهجة والطرب»، إلى قائمة سجلّاتها، معتبرة إيّاها تركة عالميّة، ووفق هذا التصريح تضافرت جهود المكتبة الألمانيّة الاتّحاديّة مع اليونسكو وسلّمتها إيّاها يوم ١٢ يناير/ كانون الثاني عام ٢٠٠٣.

## دور جوجل في إشهار عازفي وعازفات البيانو
يقوم جوجل بحفظ تواريخ ذكرى ميلاد العلامات البارزة في جميع التخصّصات، بما في ذلك تخصّص الموسيقى، وقسمه الدقيق البيانو، ثمّ يحتفل في هذه التواريخ من كلّ عام بهذا الرائد أو الرائدة في مجالها، من خلال قيامه بتغيير واجهته الرئيسيّة، بما يتناسب مع تلك الشخصيّة، ليصل اسمها وإنجازها ودورها الرياديّ إلى جميع مستخدمي جوجل وجميع الأجيال.
على سبيل المثال، لا الحصر، عام ٢٠٢٠، بتاريخ الذكرى الـ١١٢ لميلاد الفنّانة المصريّة بهيجة حافظ، قام جوجل بتغيير واجهته؛ إذ شملت صورتها أعلى اسمه وبجانبها عبارة تعريفيّة وتوضيحيّة تكشف المناسبة.
وعلى نفس الطريقة، احتفل أيضًا بذات العام، بالذكرى الـ٢٥٠ لميلاد عازف البيانو الألمانيّ بيتهوفن،  كما احتفل بالذكرى الـ٣٦٥ لميلاد الموسيقي بارتولوميو كريستوفوري،  وكذلك احتفل بالذكرى الـ٣٦٥ لميلاد الموسيقيّ الألمانيّ العالميّ يوهان سباستيان باخ.

## وصلات خارجية
- قسم «جدول درجات صوت الموسيقى» من قاموس فيرجينيا التقني للوسائط المتعددة الموسيقية (بالإنجليزية)
- مجموعة فريدريك التاريخية للبيانو (بالإنجليزية)
- خمسة محاضرات حول صوتيات البيانو (بالإنجليزية)
- «البيانو في المجموعات البولندية» (آلات تاريخية) (بالإنجليزية)
- The Pianofortes of Bartolomeo Cristofori, Heilbrunn Timeline of Art History, The Metropolitan Museum of Art